# Róża Kolumba Białecka
Róża Kolumba Białecka (Jaśniszcze, Ucrania, 23 de agosto de 1838 - Wielowieś, Polonia, 18 de marzo de 1887) fue una religiosa católica polaca, fundadora y primera superiora general de la Congregación de Hermanas de Santo Domingo de Cracovia. Es considerada venerable en la Iglesia católica.

## Biografía
Róża Kolumba Białecka nació en Jaśniszcze, en la antigua región de Kresy (Polonia), que actualmente pertenece a Ucrania, el 23 de agosto de 1838, en el seno de una familia noble. Hija de Jelita Francis Białecki y Anna Ernestine Radziejowska, provenientes de una familia muy religiosa. En la mansión tenían una capilla y un capellán, normalmente jesuita. Realizó su primeros estudios en casa y luego en el monasterio de las hermanas del Sagrado Corazón de Jesús de Leópolis.
En 1856, Białecka conoció al maestro general de la Orden de los Predicadores, el sacerdote francés Alexandre Vincent Jandel, cuyas predicaciones le inspiraron para consagrar su vida a Dios y al servicio de los pobres. Fundó un grupo de terciarias dominicas y en 1861 abrió la primera casa en Wielowieś. En 1867, con la aprobación de Antoni Józef Manastyrski, obispo de Przemyśl tomó su votos religiosos y dio inicio formalmente a la Congregación de Santo Domingo de Polonia. Ella misma se encargó de fundar las casas de Bieliny, Wielkie Oczy, Tyczyn y Biała Niżna. Mientras buscaba la aprobación pontifica de la congregación, viajó a Roma, donde conoció a Piotr Semenenko, uno de los fundadores de la Congregación de la Resurrección. De regreso a casa, pernoctó en Jazłowiec, donde tuvo la oportunidad de tratar con Marcelina Darowska.
Los últimos años de su vida, Białecka tuvo muchas dificultades para continuar con la obra de las hermanas dominicas, pensó incluso en fusionar el instituto con la Segunda Orden de Santo Domingo, sin embargo, bajo la dirección espiritual del resurreccionista Józef Weber y del obispo Łukasz Solecki, desistió de la idea y logró la aprobación pontificia el 25 de enero de 1885 de parte del papa León XIII. Białecka murió el 18 de marzo de 1887, en la casa madre del instituto, a causa de una tuberculosis. Fue sepultada en el jardín de la casa madre.

## Culto
La causa para la beatificación y canonización de Róża Kolumba Białecka fue introducida en la arquidiócesis de Przemyśl el 3 de noviembre de 1988, por el arzobispo Ignacy Marcin Tokarczuk. El 14 de febrero de 1992, la competencia pasó a la diócesis de Roma. El 20 de diciembre de 2004, el papa Juan Pablo II la declaró venerable y, según el proceso en la Iglesia católica, se espera a un milagro, atribuido a su intercesión, para la beatificación.